# Teateråret 1919

## Händelser

### Okänt datum
- Pierre Fredriksson startar Tantolundens friluftsteater.[1] (Edvin Janse tar över 1925.)
- Karl Gerhard förvandlar Folkan till sin fasta revyscen.
- Olof Molander regidebuterar på Dramaten med Shakespeares Köpmannen i Venedig. (Premiär 18 november.)

## Årets uppsättningar

### Januari
- 31 januari – Henri Bernsteins Toto (la Griffe) har premiär på Dramaten i Stockholm.[2]

### Februari
- 21 februari:
- Tor Hedbergs Perseus och vidundret har premiär på Dramaten i Stockholm.[3]
- Wilhelm Peterson-Bergers lustspel Domedagsprofeterna har urpremiär på Kungliga Operan i Stockholm.[4]

### Mars
- 21 mars – Frans Hedbergs Bröllopet på Ulfåsa har premiär på Dramaten i Stockholm.[5]

### Maj
- 6 maj – Arthur Schnitzlers Fink och Fliederbusch har premiär på Dramaten i Stockholm.[6]

### September
- 11 september – Oscar Wildes En idealisk äkta man har premiär på Dramaten i Stockholm.[7]
- 29 september – Kurt Atterbergs opera Härvard Harpolekare har urpremiär på Kungliga Operan i Stockholm.[8]

### Oktober
- 2 oktober – Otto Rungs Fanvakt har premiär på Dramaten i Stockholm.[9]
- 29 oktober – Molières Äktenskapsskolan har premiär på Dramaten i Stockholm.[10]

### November
- 4 november – August Strindbergs Paria har premiär på Dramaten i Stockholm.[11]
- 18 november – William Shakespeares Köpmannen i Venedig har premiär på Dramaten i Stockholm.[12]
- 26 november – Hjalmar Bergmans enaktare Herr Sleeman kommer har premiär på Lorensbergsteatern i Göteborg.[13]

### December
- 8 december – August Brunius pjäs Nyckeln och ringen har urpremiär på Svenska Teatern i Stockholm.[14]

- 11 december – Sofokles Kung Oidipus har premiär på Dramaten i Stockholm.[15]

## Födda
- 23 juni – Åke Fridell, svensk skådespelare.
- 4 juli – Gerd Hagman, svensk skådespelare.
- 6 augusti – Eric Stolpe, svensk skådespelare, textförfattare och revyartist.
- 21 november – Olof Bergström, svensk regissör och skådespelare.

## Avlidna
- 24 februari – Oscar Bæckström, 64, svensk skådespelare.